# Радаљско језеро
Радаљско језеро је вештачко језеро настало преграђивањем реке Црни Радаљ. Године 1994. годину почела је са радом мала хидроелектрана „Радаљска бања” до чијих се турбина вода из језера транспортује системом цевовода дужине 1,5 km.
Акумулација је постала излетиште мештана, спортских риболоваца и посетилаца Радаљске бање.